# 松平賴恭
松平賴恭（日语：〔〕／ Matsudaira Yoritaka，1711年7月5日—1771年8月28日），日本江戶時代中期大名，讚岐高松藩第五代藩主。

## 生涯
松平賴恭在正德元年（1711年）出生，是陸奧守山藩主松平賴貞第五子，高松藩第四代藩主松平賴桓的養子，元文四年（1739年）因賴桓逝世，29歲的他繼承家督位置。
當時高松藩缺乏水資源，多次發生火災，農田繼續歉收，藩內財政艱難，因此賴恭實行節約政策，削減藩士俸祿。後來歉收情況持續，雖然松平賴恭提出如藩札等政策，但還是無效。
明和八年（1771年）去世，虛歲61，由長子賴真繼承藩主之位。

## 逸事
- 賴恭為藩政十分努力，所以稱為高松藩中興藩主。